# タワークレーン

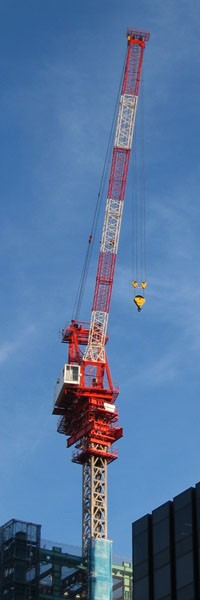
タワークレーン

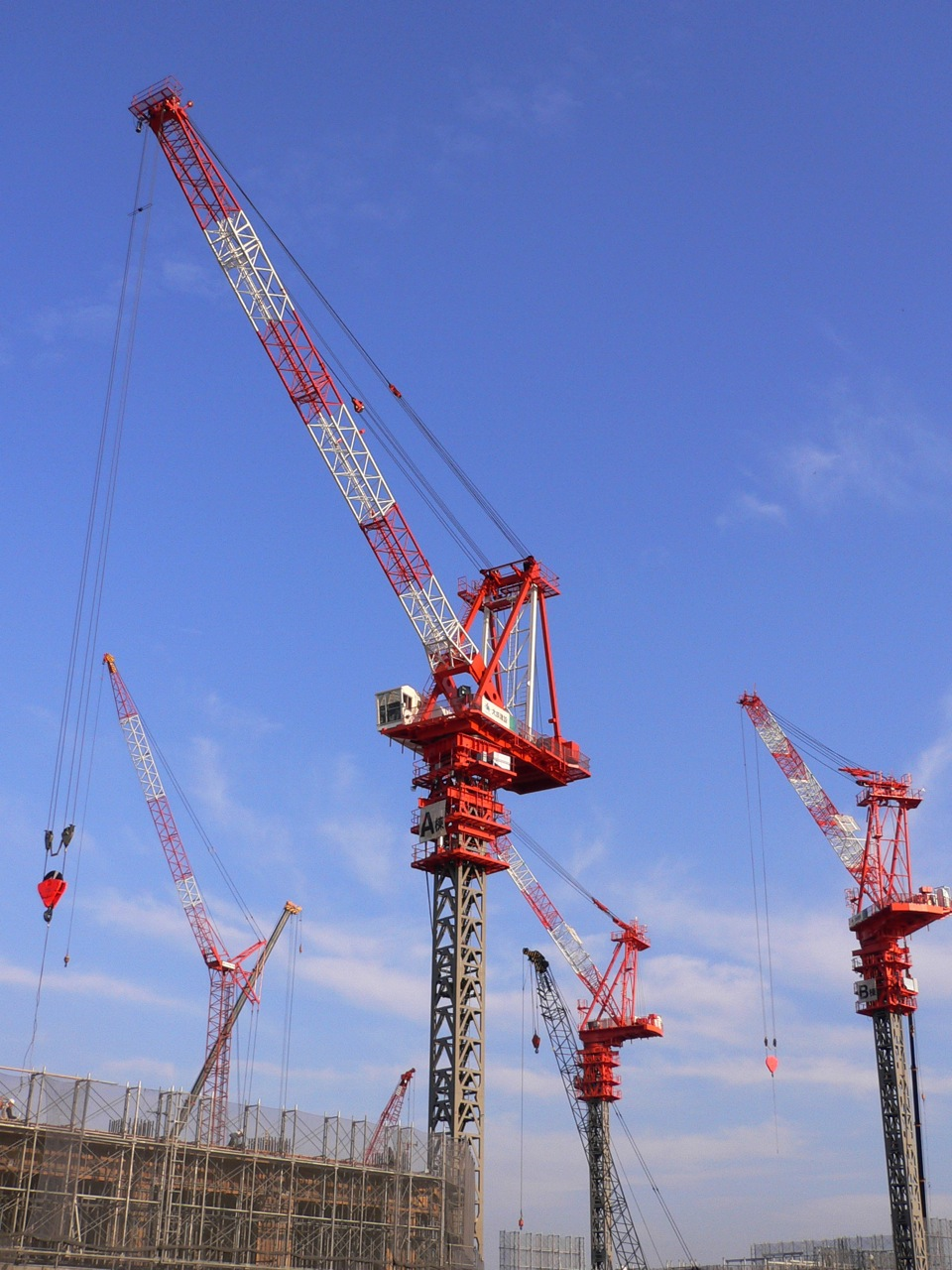
工事現場のタワークレーン

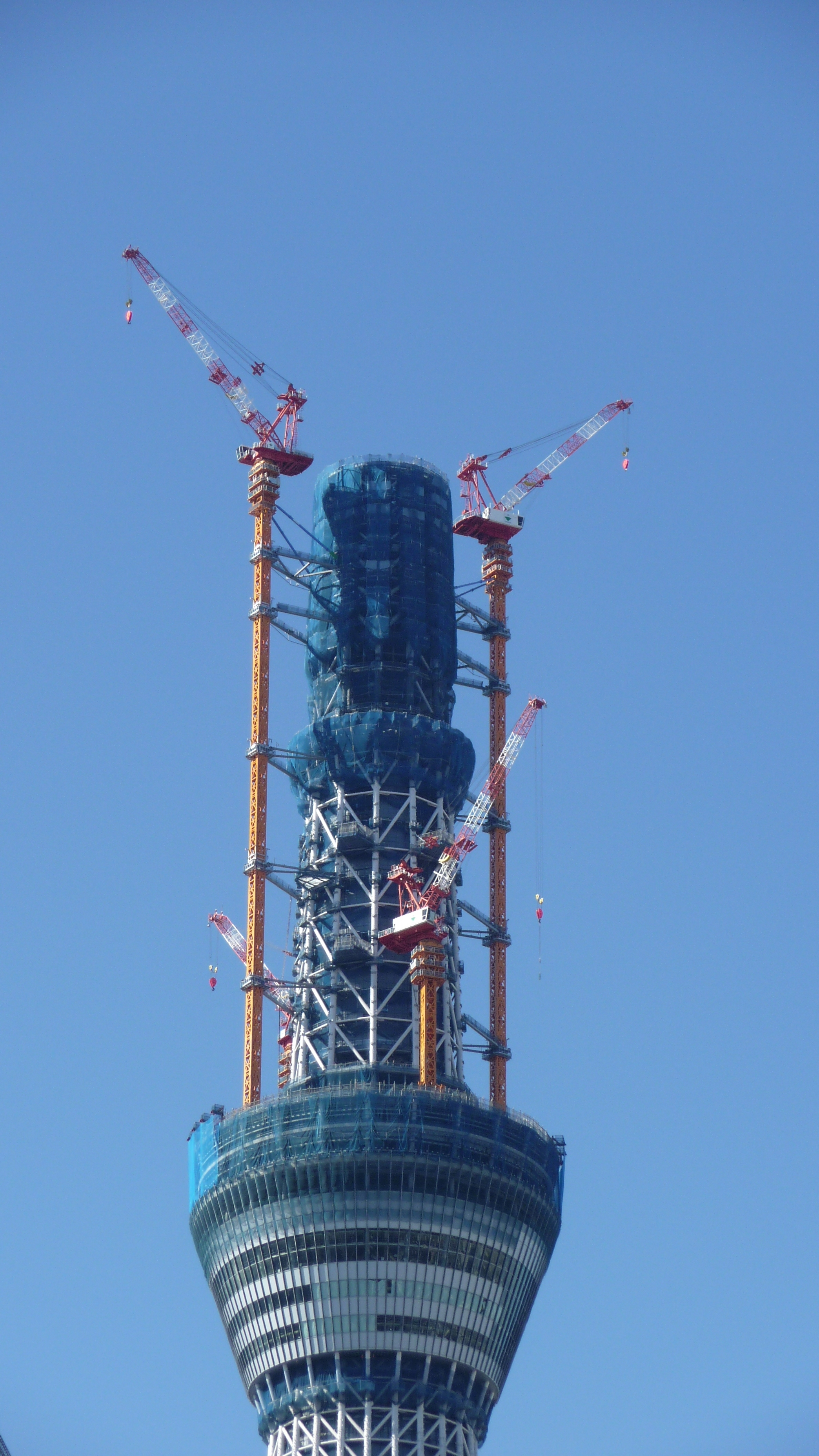
地上375 mの東京スカイツリー第1展望台屋上に設置された4基のタワークレーン（塔高さ497m時点）

タワークレーン (Tower Crane) は、クレーンの一種。建設現場で使用される昇降可能な仮設揚重機である。

## 概要
建築物内部の床板を貫通して仮設する内部建てと、建築物の外部に仮設する外部建てがある。施工する建築物の高度上昇に伴い、クレーン本体も昇降するタイプは「クライミングクレーン」や「ジブクライミングクレーン (JCC : Jib Climbing Crane)」と称する。クレーンを支持する方法の違いで、「フロアークライミング」と「マストクライミング」の2種類に分類される。
ホテル建築及び集合住宅建築な梁間距離が短くクレーンマスト（ポスト）を建物内部に設置できない場合は、建物外部の地上部にクレーンマストのベースを設置する。建物内部の梁にクレーンベースを設け、工事の進捗に連れてクレーンベースを上昇する場合もある。建築資材の揚重や水平移動に用いられ、建築物の完成後に撤去される。内部建ての場合はクレーン上昇後に床開口部の塞止を要する。
大型のものは最上階で工期を終了すると、下記のいづれかで撤収する。

### ピアット
一回り小さなクレーンを吊り上げ、大型のクレーンを解体して下ろす手順を繰り返す。順次クレーンを小型の物に代替し、最後は手作業で解体してエレベーター（ピアット）で地上へ下ろす。

### 逆クライミング
クレーンが自らのポストを抜いて降りる。通常の動作角リミッターを解除してブームを垂直に近い角度まで移動させる。１本ずつもしくは複数本のポストを抜き、ラフテレーンクレーン（ラフター）が届く高さ（低さ）に到達後、最終的にラフターが解体を行う。

## 起伏式と水平式
ジブが起伏して荷の水平移動するタイプと、水平のブームに乗ったトロリーが水平移動するタイプがある。後者は、特にトンボクレーン又は水平ジブクレーンと称することが多い。日本は工事敷地外部へジブの侵出を回避するためにジブ起伏式が多い。どちらも上下、起伏（あるいは、内外への移動）、旋回で荷を移動させる。規定する地上高を超える場合は、被認性を高めるために白と赤あるいは朱色
に塗り分ける定めがある。

## 能力
22 m半径で70 tが最も大きな部類（半径が小さくなれば吊り上げることのできる荷重は大きくなり、半径が大きくなれば吊り上げ荷重は小さくなる）のもので、小さなものは5 tを下回るものまである。

## 運転免許
吊り上げ荷重5t以上のタワークレーンの運転は、クレーン・デリック運転士の免許が必要。5t未満なら特別教育でよいが、旋回することと、起伏することの点で、天井クレーンとは操作がまったく違うので、実際は熟練が必要。操作系は移動式クレーンに似たことになるが、動力源が電動機なので、内燃機とは動きが違う。
クライミングクレーンの組み立て解体と昇降時に作業を行う鳶職に指示を出す「タワークレーン技術指導員」と呼ばれる技術者も存在する 。

## 運転席
運転席は大型のものの場合、最上部の回転する中心部分に運転台がある。現場の作業者と無線で連絡を取り合いながらクレーンを操作する。運転台への移動はクレーンマスト内の梯子を使用する。オペレーターの昇り降りの回数を最小限に抑えるため、運転台には冷暖房・トイレが設置されている。オペレーターは朝、運転台に就いたら、当日の作業が終わるまで降りて来ない。このため朝は弁当や飲み物を持参して運転台へ登る。
小型のものの場合、運転台がなく、『ペンダントスイッチ』と呼ばれる押しボタンスイッチ方式か、または無線操縦機で運転する。
小型のものを含め運転席を設けず無人化する傾向もみられる。2019年6月、韓国では無人の小型クレーンの使用中止を求めるタワークレーン労働組合（韓国労働組合総連盟系、全国民主労働組合総連盟系）によるストライキが発生した。